# Euryomyrtus inflata
Euryomyrtus inflata är en myrtenväxtart som beskrevs av Malcolm Eric Trudgen. Euryomyrtus inflata ingår i släktet Euryomyrtus och familjen myrtenväxter. Inga underarter finns listade i Catalogue of Life.